# Сборная Кубы по мини-футболу
Национальная сборная Кубы по мини-футболу представляет Кубу на международных соревнованиях по мини-футболу. Является одной из сильнейших сборных КОНКАКАФ, но при этом и самой невезучей среди них. Куба выходила в финал каждого из четырёх чемпионатов КОНКАКАФ, но неизменно проигрывала, кто бы ни был её соперником: США, Коста-Рика или Гватемала. Тем не менее, именно вторые места на этих турнирах позволили Кубе принять участие в четырёх чемпионатах мира по мини-футболу подряд. Правда впервые взять там очки кубинцы смогли лишь на первенстве 2008 года, где они обыграли сборную Соломоновых островов.

## Турнирные достижения

### Чемпионат мира по мини-футболу
- 1989 — не участвовала
- 1992 — не участвовала
- 1996 — 1-й раунд
- 2000 — 1-й раунд
- 2004 — 1-й раунд
- 2008 — 1-й раунд
- 2012 — не прошла квалификацию
- 2016 — 1-й раунд

### Чемпионат КОНКАКАФ по мини-футболу
- 1996 — 2-е место
- 2000 — 2-е место
- 2004 — 2-е место
- 2008 — 2-е место